# Montitxelvo (ort)
Montichelvo är en kommunhuvudort i Spanien.   Den ligger i provinsen Província de València och regionen Valencia, i den östra delen av landet, 300 km sydost om huvudstaden Madrid. Montichelvo ligger 272 meter över havet och antalet invånare är 673.
Terrängen runt Montichelvo är kuperad åt sydost, men åt nordväst är den platt. Runt Montichelvo är det ganska glesbefolkat, med 43 invånare per kvadratkilometer. Närmaste större samhälle är Gandia, 16,0 km nordost om Montichelvo. 